# SA 321 (航空機)
SA 321 シュペルフルロン
フランス海軍のSA 321G
- 用途：輸送・哨戒・対潜・対艦
- 分類：大型ヘリコプター
- 製造者：シュド・アビアシオン
- 運用者： フランス（海軍・空軍）他
- 初飛行：1962年12月7日
- 生産数：110機（99機とする資料もあり）
- 運用状況：現役
- サブタイプ：Z-8

SA 321 シュペルフルロン（SA 321 Super Frelon）は、フランスのシュド・アビアシオン製の大型ヘリコプターである。
シュド・エスト（SNCASE）設計の試作ヘリコプターSE.3200 フルロンを元に開発された西ヨーロッパ最大の量産ヘリコプターであり、輸送・哨戒ヘリコプターとして使用されている。フルロンとはフランス語でクマバチを意味する。
旧式化したことからフランスなどでは既に退役しているが、中国ではZ-8（Zhisheng-8, 中国語: 直升-8）の名称でコピー生産され、今なお使用中であり、SA321をベースに水密構造を省くなど改良を加えた新型機・Avicopter AC313も登場している。

## 概要
軍・民両用のヘリコプターとしてシコルスキー・エアクラフト社とフィアット社の協力で設計され、1962年12月7日に初飛行した。機体は三発機で、着水が可能なように胴体は水密構造となっている。胴体後部にはランプドアを備え、輸送ヘリコプター型は兵員27名あるいは5,000kgの貨物を機内に搭載できる。哨戒ヘリコプター型は機首にレーダーを備え、対潜魚雷4発かエグゾセ対艦ミサイル2発を運用できる。
シュペルフルロンは民間市場では2機しか販売できず、フランス空軍も要人輸送機として一時的に使用したのみに終わったため、フランス海軍が主要な使用者となった。また、輸出もされており、イスラエルや南アフリカ、イラクでは実戦に投入されている。
中国では1977年に13機のシュペルフルロンを輸入した後、リバースエンジニアリングによって1980年代末からZ-8として国産化を開始しており、主力大型ヘリコプターとして改良を続け現在も生産が続いている。

## 派生型

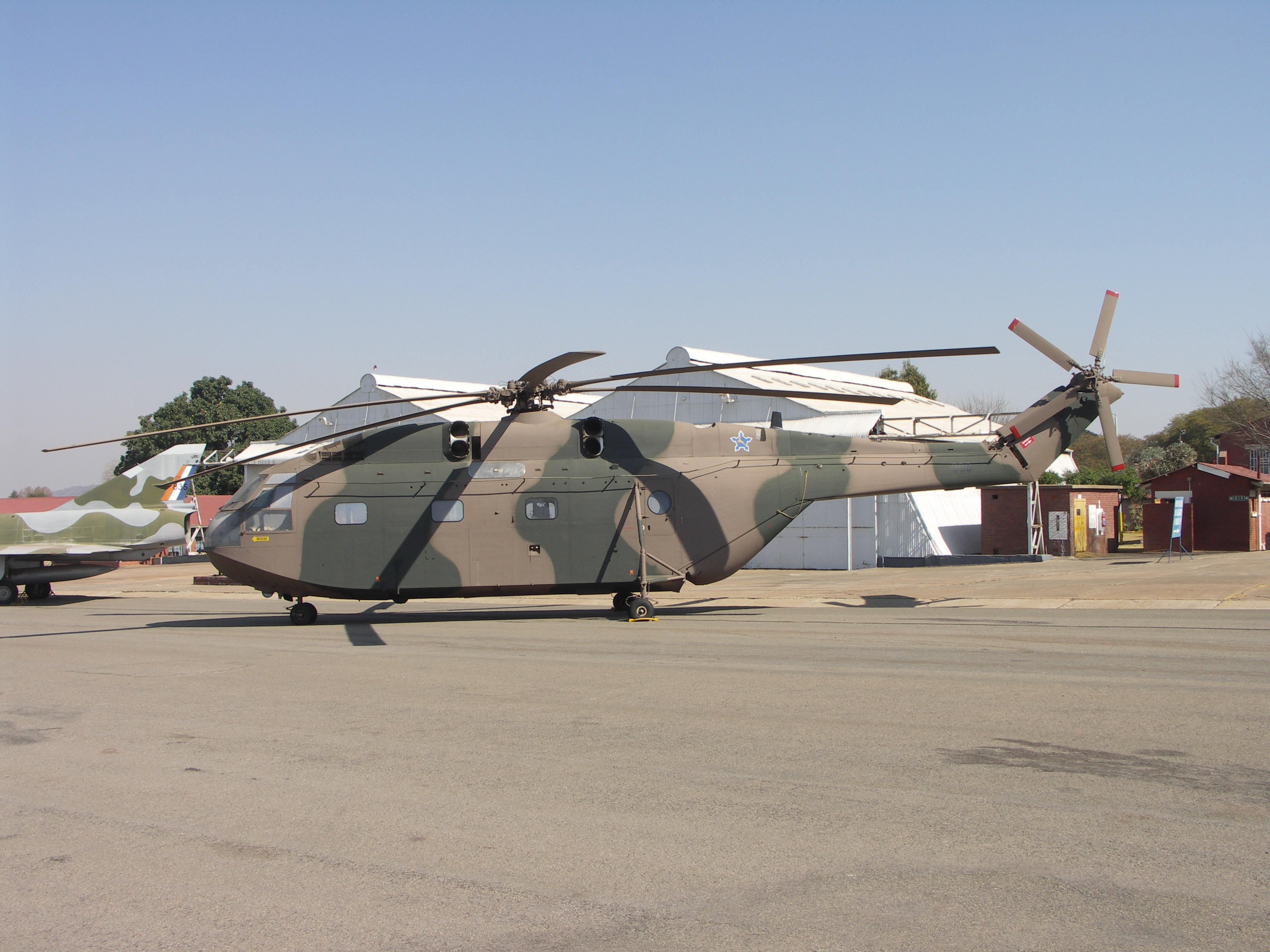
南アフリカ空軍のSA 321L
主脚のスポンソンが取り外されている

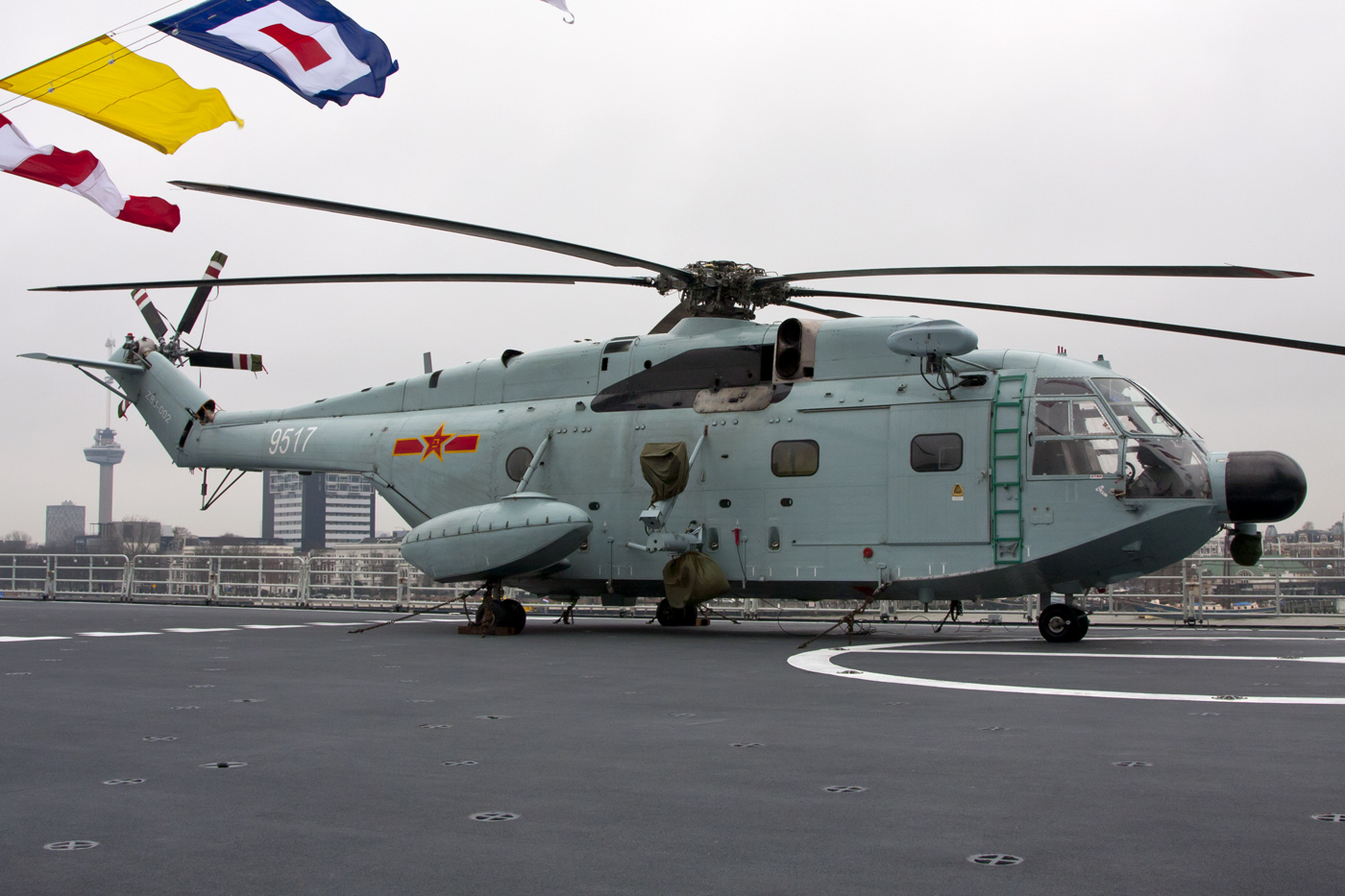
中国海軍のZ-8

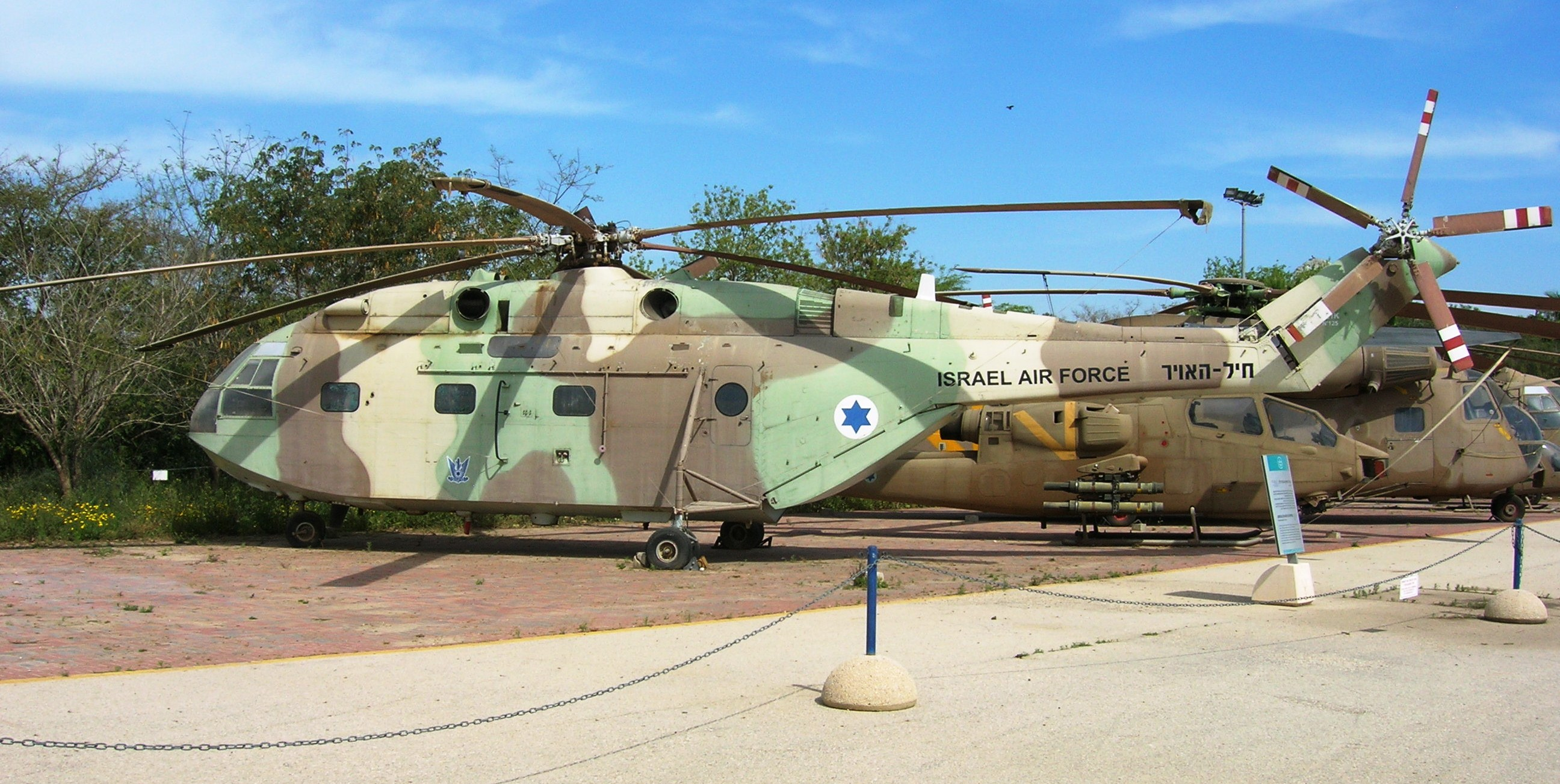
イスラエル空軍のSA 321K
イスラエル空軍博物館の展示機

SA 321F
民間向け輸送型。
SA 321G
フランス向け哨戒型。
SA 321Ga
フランス向け輸送型。
SA 321GM
リビア向け哨戒型。
SA 321H
イラク向け哨戒型。
SA 321J
民間向け貨物輸送型。
SA 321Ja
SA 321Jの重量増加型。
SA 321K
イスラエル向け輸送型。
SA 321L
南アフリカ向け輸送型。
SA 321M
リビア向け救難・輸送型。
Z-8
中国での生産型。中国軍で哨戒・輸送・早期警戒などに使用されている。

AC313
新技術導入による改良を施した民間型。
Z-18
AC313から発展した軍用型。

## 採用国

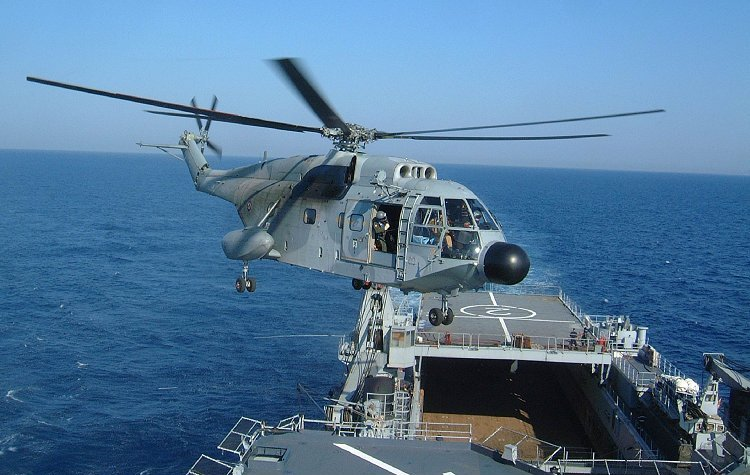
揚陸艦"ウラガン"に着艦するフランス海軍のSA 321G

### 軍用
フランス
- フランス空軍
- フランス海軍（海軍航空隊）

 中国
- 中国人民解放軍 - "Z-8"を運用。
  - 中国人民解放軍海軍
  - 中国人民解放軍空軍
  - 中国人民解放軍陸軍

 イラク
- イラク空軍 - 1977年から16機のSA 321Hを導入。エグゾセ対艦ミサイルを搭載しイラン・イラク戦争に投入されており、イラン空軍機により2機が撃墜されている。1機はF-14の発射したAIM-54 フェニックスで撃墜され、もう1機はF-4の発射したAGM-65 マーベリックにより離陸直後に撃墜された[1][2]。

 イスラエル
- イスラエル空軍 - 1966年に編成された第114飛行隊に配備。1967年の第三次中東戦争では空挺旅団の兵士を乗せシャルム・エル・シェイクやゴラン高原への奇襲攻撃を行った。1978年以降にエンジンをジェネラルエレクトリック T58に換装したが、この頃にはCH-53への更新が始められており、最終的に1991年に退役した。

 リビア
- リビア空軍
- リビア海軍

 シリア
- シリア空軍 - 発注されるもののキャンセルとなり、完成した機体はリビアやイラク向けに転用されたとも言われる。

 南アフリカ連邦
- 南アフリカ空軍[3] - 退役済み[4]。

 ザイール
- ザイール空軍

### 民間
ギリシャ
- オリンピック航空

 ノルウェー
- BAT

## 性能･主要諸元
- 全長：23m
- 全幅：5m
- 全高：6.66m
- 主回転翼直径：18.9m
- 空虚重量：6.863t
- 最大離陸重量：13t
- 超過禁止速度：248 km/h=M0.20
- 発動機：チュルボメカ テュルモ IIIC7x3基
  - 出力：3.5 kW
- 最高速度：249 km/h（135kn）
- 航続距離：1,020 km
- 飛行時間：4時間
- 上昇率：5 m/s
- 実用上昇限度：10,325 ft（3,150m)
- 乗員：3名+兵員27名
- 武装
  - 20mm機関砲
  - 短魚雷4発またはエグゾセ対艦ミサイル2発

## 登場作品
『WORLD WAR Z』
中国のZ-8Aが登場。作品序盤、初期的なアウトブレイクが起きた新大廠（ニューダーチャン）の村に国家公安部の人員を輸送する。
『エスケイプ・フロム・アマゾン』
物資・人員輸送型のZ-8が登場。架空の国際兵員養成機関「ハンタースクール」が複数運用しており、各種訓練に使用される。また、その内の1機が麻薬組織に鹵獲され、訓練生たちへの襲撃に使用されてしまう。
撮影には、中国人民解放軍海軍航空兵所属機が使用されている。